# Nepomuk Krisper
Nepomuk Krisper (* 22. Juni 2003 in Wien) spielte als ein österreichischer Kinderdarsteller in einem Film mit. 
Im 2013 veröffentlichten Film Tom Turbo – Von 0 auf 111 verkörperte er eine der Hauptrollen, den Kinderdetektiv „Klaro Klicker“.

## Filmografie
- 2013: Tom Turbo – Von 0 auf 111